# Verzorgingsplaats Keele
 Verzorgingsplaats Keele is een verzorgingsplaats in Groot-Brittannië aan de M6 tussen de afritten 15 en 16 bij Keele in Engeland. De M6 is de eerste autosnelweg van het Verenigd Koninkrijk en voor de verzorgingsplaatsen die, begin jaren 60 van de twintigste eeuw, tegelijk met de autosnelweg werden gebouwd, werd gekozen voor brugrestaurants naar Italiaans voorbeeld. Langs de M6 zijn uiteindelijk alleen Charnock Richard, Keele en Knutsford als brugrestaurant uitgevoerd. Het brugrestaurant is een uitzondering gebleven omdat Groot-Brittannië in 1966 van het concept is afgestapt. Het brugrestaurant is hier opgetrokken uit gewapend beton waarbij de toegangsgebouwen met baksteen zijn bekleed. In 1963 werd het brugrestaurant geopend door Fortes. De gasten werden in de beginjaren bij de ingang welkom geheten door een hostess en het tankstation verkocht benzine van vier verschillende oliemaatschappijen.
De dichtstbijzijnde plaatsen zijn Stoke-on-Trent en Newcastle-under-Lyme. Vlakbij is de Keele Universiteit, die de grootste campus in Europa heeft. Het is mogelijk om van het universiteitsterrein naar de verzorgingsplaats te lopen of te rijden, een populaire route onder studenten.
De verzorgingsplaats wordt tegenwoordig geëxploiteerd door Welcome Break. Aan beide zijden van de weg bevinden zich tankstations van Shell, W H Smith en Starbucks. KFC en Burger King zijn gevestigd in het brugrestaurant over de autosnelweg.
Op 27 augustus 1984 werd het brugrestaurant door brand getroffen, hierbij vielen geen gewonden.. De autosnelweg kon daardoor enkele dagen niet worden gebruikt, waarmee dit bezwaar tegen brugrestaurants ook in de praktijk zichtbaar werd.